# Sabaton

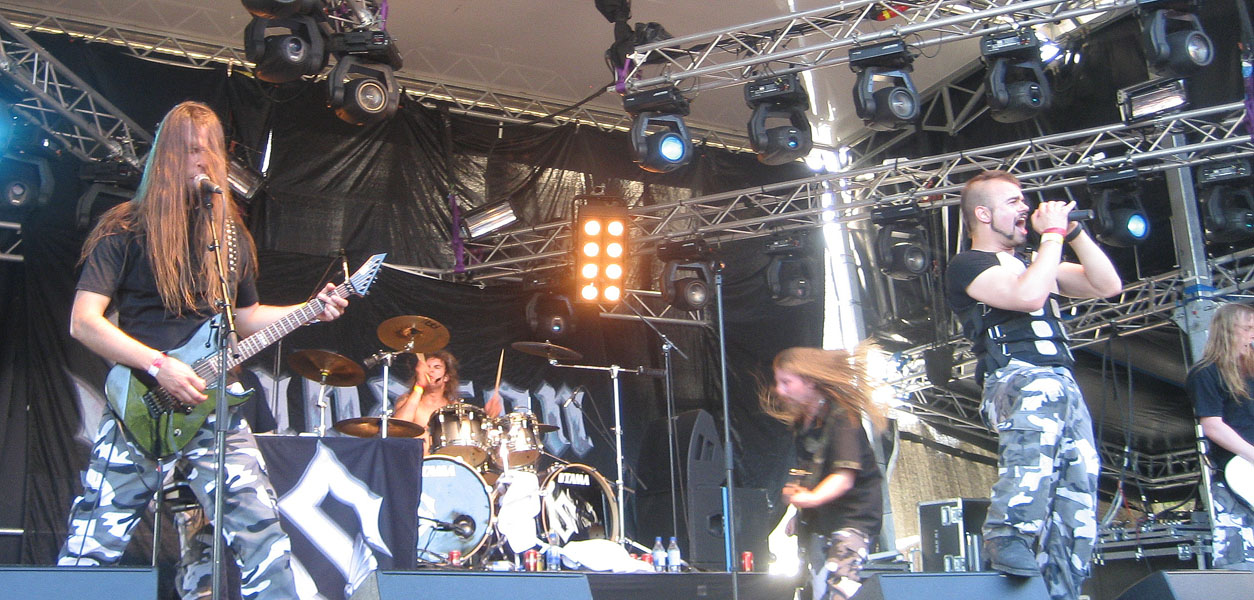
Sabaton på Sauna Open Air Festival 2007.

Sabaton är ett svenskt power metal-band från Falun, som bildades 1999. Bandets låtar är inspirerade av olika historiska krig. Även bandnamnet är militärt inspirerat, då Sabaton också är namnet på den del av rustningen som täcker foten. Sabaton har turnerat med bland andra Iron Maiden, Scorpions och Hammerfall. Sabaton turnerar flitigt men driver även en årlig musikfestival i Falun, Sabaton Open Air, i augusti, och en årlig kryssning i december.
I mars 2012 meddelade bandet att de splittrats och att Brodén och Sundström fortsatte i Sabaton med nya medlemmar. De fyra medlemmar som lämnade bandet grundade sedan Civil War (band)(en).

## Biografi
Efter att ha spelat in några demolåtar i Abyss studio blev Sabaton kontaktade av flera skivbolag. Bandet bestämde sig för att tacka ja till ett italienskt bolag, Underground Symphony, som sedermera lanserade bandets första album Fist for Fight, vilken egentligen var en demo. Bandet hade ett outgivet album betitlat Metalizer, men på grund av konflikter som uppstod med det italienska skivbolaget om bland annat rättigheter så släpptes inte albumet förrän 2007. Låtförteckningen är dock i huvudsak densamma som på Fist for Fight med undantag för några tidigare outgivna spår.
Efter första skivan sade bandet upp kontraktet med det italienska skivbolaget och spelade in nästkommande album Primo Victoria utan ekonomiskt stöd i Abyss studio i samarbete med Tommy Tägtgren, bror till Peter Tägtgren (Pain, Hypocrisy). 2005 började Sabaton samarbeta med det svenska skivbolaget Black Lodge som också givit ut albumen Attero Dominatus (28 juli 2006), Metalizer (13 mars 2007) och The Art of War (30 maj 2008). I november 2009 skrev Sabaton kontrakt med det tyska skivbolaget Nuclear Blast, med vilka de till och med 2022 har samarbetat på sex studioalbum.
Ishockeylaget Färjestad BK hade låten "Ghost Division" som introlåt säsongen 08/09 och 10/11. Ishockeylaget Leksands IF har ett samarbete med Sabaton som skrivit deras officiella intro.
2009 fick Sabaton Faluns kulturpris på 20 000 kronor som de sedan skänkte till den lokala Seasidefestivalen som äger rum i Falun varje år och där lokala band får chansen att uppträda inför en bred publik.
Under första delen av Sabatons Europaturné 2011 ersattes gitarristen Rikard Sundén tillfälligt av Frédéric Leclercq, basisten i DragonForce. Detta berodde på att Sundén var föräldraledig. 30 mars 2012 bekräftade Sabaton att de har gått skilda vägar med fyra medlemmar, endast Joakim Brodén och Pär Sundström stannade kvar i Sabaton ur originaluppsättningen. I intervjuer uttrycktes det att det var under inspelningen av albumet Carolus Rex som vissa medlemmar tog beslutet att lämna bandet. Carolus Rex släpptes den 23 maj 2012 via Nuclear Blast Records och nyheten om albumet bemöttes skeptiskt på många håll. Dock fick albumet ett gott mottagande, med ett betyg på 83% på Encyclopaedia Metallum och högt betyg av Rocknytt. I en intervju i maj 2012 fick Joakim Brodén frågan om han inte var rädd att uppfattas som nationalist, på vilket han svarade att Sabaton aldrig tagit eller kommer att ta en politisk ställning. Sabaton gav sig efter skivsläppet ut på en stor klubbturné i Sverige under oktober och december 2012.
Både 2013 och 2014 plockade Sabaton hem en Rockbjörn för Årets hårdrock/metal.
Den 16 maj 2014 släppte Sabaton sitt sjunde studioalbum Heroes. Den 19 augusti 2016 kom åttonde albumet The Last Stand, och den 19 juli 2019 följde The Great War på temat första världskriget.
I februari 2021 släppte Sabaton singeln "Livgardet" för att uppmärksamma det svenska regementets 500-årsjubileum. Samarbetet genomfördes ursprungligen i samverkan med Livgardet, men stoppades av Arméstaben som hänvisade till att Sabaton spelat på det av Ryssland ockuperade Krim 2015. Livgardet valde trots det att uppmärksamma låten på sina sociala medier, främst Instagram.
Den 4 mars 2022 släppte bandet sitt tionde studioalbum, The War to End All Wars, som liksom det föregående albumet behandlar första världskriget.
I januari 2023 tilldelades Sabaton utmärkelsen Årets Folkbildare av Föreningen Vetenskap och Folkbildning med motiveringen att de ”kombinerar sin artistgärning med folkbildning på ett helt unikt sätt”.
I januari 2024 meddelade gitarristen Tommy Johansson att han lämnar bandet för att släppa ny musik och turnera med sitt band Majestica. I februari blev det offentligt att bandets tidigare gitarrist Thorbjörn Englund kommer att ta över efter Tommy.

## Låttexterna
Sabatons texter har för det mesta militärhistoriskt tema. En stor del av deras texter handlar om olika krig och militära slag, från den individuella soldaten till arméer och andra härar. 
Texten till låten "Metal Machine" är full av referenser till äldre hårdrockslåtar, såsom "Fear of the Dark", "Afraid to shoot strangers" - Iron Maiden, "Love Gun" - KISS, "St. Anger" - Metallica, "Crazy Train", "Bark at the Moon" - Ozzy Osbourne, "Paranoid" - Black Sabbath, "Breaking the Law", "The Sentinel" - Judas Priest, "Wild Child" - W.A.S.P., "Rainbow in the dark" - Dio, "Kings of metal" - Manowar, "Ride the sky" - Helloween/Avantasia och "Shout at the devil" - Mötley Crüe, "Masters of the World" - Sabaton.
Låten "Metal Crüe" från albumet Attero Dominatus är också i samma stil som ovanstående. Men istället för låtnamn innehåller texten direkta namn på flera kända artister såsom Venom, Accept, Nazareth, Rainbow, Warrior, UFO, Gamma Ray, Motörhead, Kiss, Queen, Status Quo, Iron Maiden, In Flames, Mötley Crüe, W.A.S.P., Guns 'N Roses, Slayer, Pretty Maids, Judas Priest, Warlock, Rage, Annihilator, Skyride, Destruction, Rockbitch, Vixen, Metal Church, Armored Saint, Crimson Glory, Kansas, Rush och Unleashed.

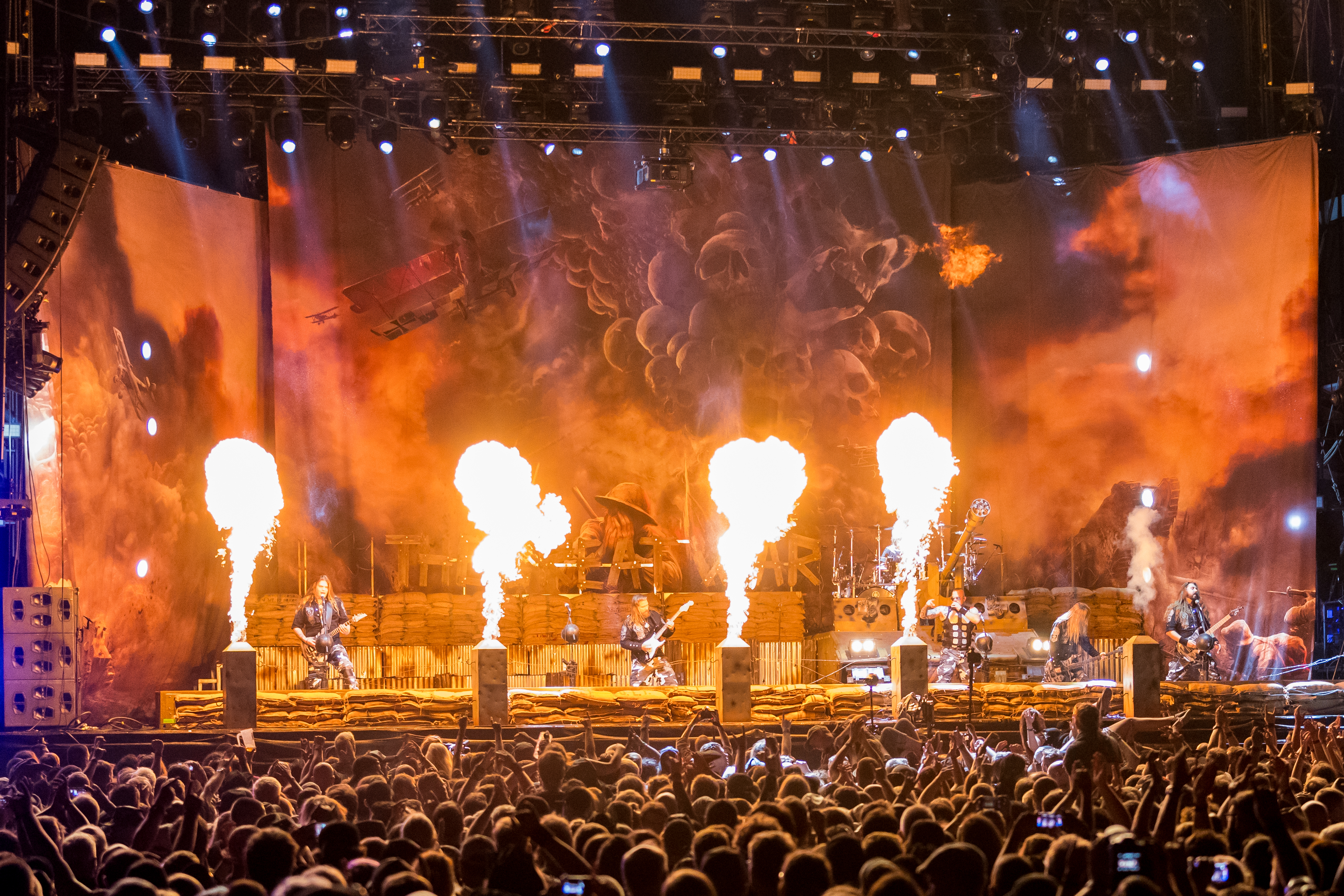
Sabaton på Wacken Open Air 2019.

Låten "Metal Ripper" från albumet Coat of Arms liknar de två ovanstående i och med att den innehåller delar av andra artisters låtar.

## Medlemmar
Nuvarande medlemmar

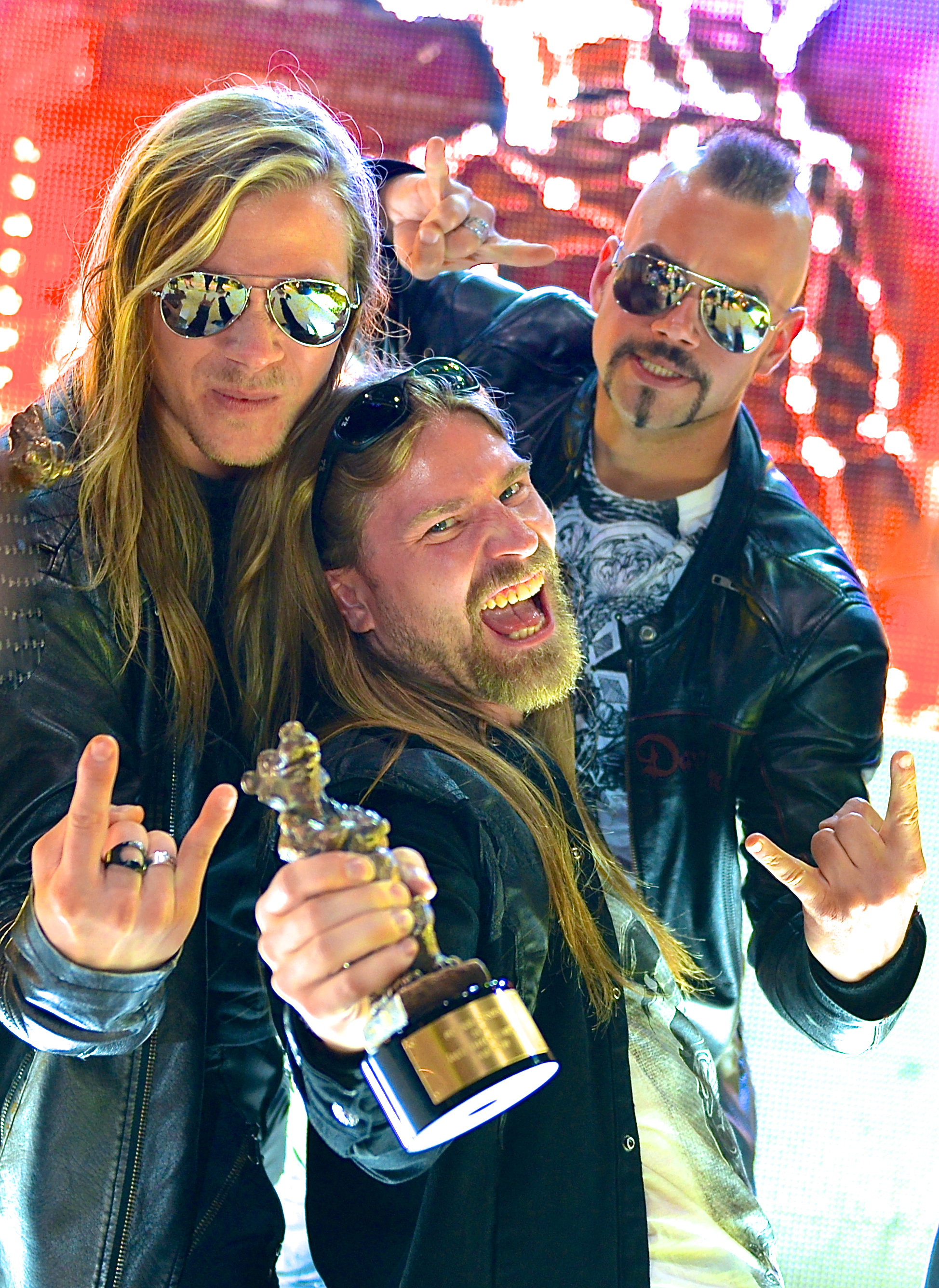
Rockbjörn-vinnare 2013.

- Joakim Brodén – sång (1999– ), keyboard (1999–2005, 2012– ), gitarr (live) (2014– )
- Pär Sundström – basgitarr (1999– )
- Chris Rörland – gitarr (2012– )
- Hannes Van Dahl – trummor (2013– )
- Thorbjörn Englund - gitarr (2012–2016, 2024– )

Tidigare medlemmar
- Oskar Montelius — gitarr, sång (1999–2012)
- Rikard Sundén — gitarr, sång (1999–2012)
- Richard Larsson — trummor (1999–2001)
- Daniel Mullback — trummor, percussion, sång (2001–2012)
- Daniel Mÿhr — keyboard, sång (2005–2012)
- Robban Bäck — trummor (2012)
- Tommy Johansson — gitarr (2016–2024)

Livemedlemmar
- Alexander Dahlqvist – keyboard (2005)
- Richard Larsson — trummor (2006)
- Christian Eriksson – bakgrundssång (2006)
- Kevin Foley – trummor (2011)
- Robban Bäck – trummor (2011)
- Frédéric Leclercq – gitarr (2011)
- Udo Dirkschneider – sång (2011)
- Snowy Shaw – trummor (2012–2013)
- Peter Tägtgren – sång (2012)
- Daniel Sjögren – trummor (2017)

### Tidslinje
Obs: Carolus Rex (2012) spelades in med de gamla medlemmarna.

## Diskografi

### Studioalbum
- 2005 – Primo Victoria
- 2006 – Attero Dominatus
- 2007 – Metalizer
- 2008 – The Art of War
- 2010 – Coat of Arms
- 2012 – Carolus Rex
- 2014 – Heroes
- 2016 – The Last Stand
- 2019 – The Great War
- 2022 – The War to End All Wars
- 2023 – Heroes of the Great War

### Livealbum
- 2011 – World War Live - Battle of the Baltic Sea (2CD)
- 2013 – Swedish Empire Live (CD)
- 2015 – Live On The Sabaton Cruise 2014 (2CD) [Japan]
- 2016 – Heroes On Tour (2DVD + CD)

### Singlar
- 2008 – Cliffs of Gallipoli
- 2010 – Coat Of Arms
- 2010 – Screaming Eagles
- 2012 – Carolus Rex
- 2012 – A Lifetime Of War
- 2012 – The Lion from the North
- 2014 – To Hell and Back
- 2014 – Resist and Bite
- 2016 – The Lost Battalion
- 2016 – Blood of Bannockburn
- 2016 – Shiroyama
- 2019 – Bismarck
- 2019 – Fields of Verdun
- 2019 – The Red Baron
- 2019 – Great War
- 2021 – Livgardet
- 2021 - The Royal Guard
- 2021 - Defence of Moscow
- 2021 - Kingdom Come
- 2021 - Steel Commanders
- 2021 - Christmas Truce
- 2022 - Soldier Of Heaven
- 2022 - The Unkillable Soldier
- 2025 - Templars
- 2025 - Hordes of Khan

### Samlingsalbum
- 2001 – Fist for Fight
- 2012 – Metalus Hammerus Rex
- 2014 – War & Victory: The Best Of Sabaton

### Live-DVD
- 2013 – Swedish Empire Live

### Videor
- 2008 – Cliffs of Gallipoli
- 2010 – Screaming Eagles
- 2010 – Uprising
- 2012 – Lejonet från Norden
- 2014 – To Hell And Back
- 2017 – Primo Victoria
- 2018 – The Last Stand
- 2019 – Bismarck
- 2019 – Fields of Verdun

### EP
- 2022 – Weapons Of The Modern Age
- 2023 – Stories From The Western Front